# Milan-San Remo 2005
La 96e édition de la course cycliste Milan-San Remo a eu lieu le 19 mars 2005 sur une distance de 294 km. La course est la troisième épreuve de l'UCI ProTour 2005.

## La course
Les 200 premiers kilomètres du parcours sont marqués par une échappée qui compte jusqu'à 17 minutes d'avance. Les échappés, dont Jimmy Casper, sont toutefois repris à l'approche des difficultés du final.
Une chute collective scinde alors le peloton en deux, écartant définitivement le champion d'Italie Cristian Moreni, notamment.
Les attaques se succèdent sur le Poggio et un petit groupe de six coureurs se détache à cinq kilomètres de l'arrivée, mais le peloton opère le regroupement à trois kilomètres de la ligne.
Ultime tentative de loin par Laurent Brochard, mais nouveau regroupement sous la flamme. Le sprint massif met aux prises les meilleurs spécialistes : Alessandro Petacchi s'impose très largement. C'est la première grande victoire en classique pour le coureur italien.

## Classement
|    | Cycliste                  | Équipe                     | Temps           |
| -- | ------------------------- | -------------------------- | --------------- |
| 1  | Alessandro Petacchi (ITA) | Fassa Bortolo              | 7 h 11 min 39 s |
| 2  | Danilo Hondo (ALL)        | Gerolsteiner               | m.t.            |
| 3  | Thor Hushovd (NOR)        | Crédit agricole            | m.t.            |
| 4  | Stuart O'Grady (AUS)      | Cofidis                    | m.t.            |
| 5  | Óscar Freire (ESP)        | Rabobank                   | m.t.            |
| 6  | Philippe Gilbert (BEL)    | La Française des jeux      | m.t.            |
| 7  | Ruggero Marzoli (ITA)     | Acqua & Sapone-Adria Mobil | m.t.            |
| 8  | Tom Boonen (BEL)          | Quick Step-Innergetic      | m.t.            |
| 9  | Franco Pellizotti (ITA)   | Liquigas-Bianchi           | m.t.            |
| 10 | Manuele Mori (ITA)        | Saunier Duval-Prodir       | m.t.            |

## Liste des partants

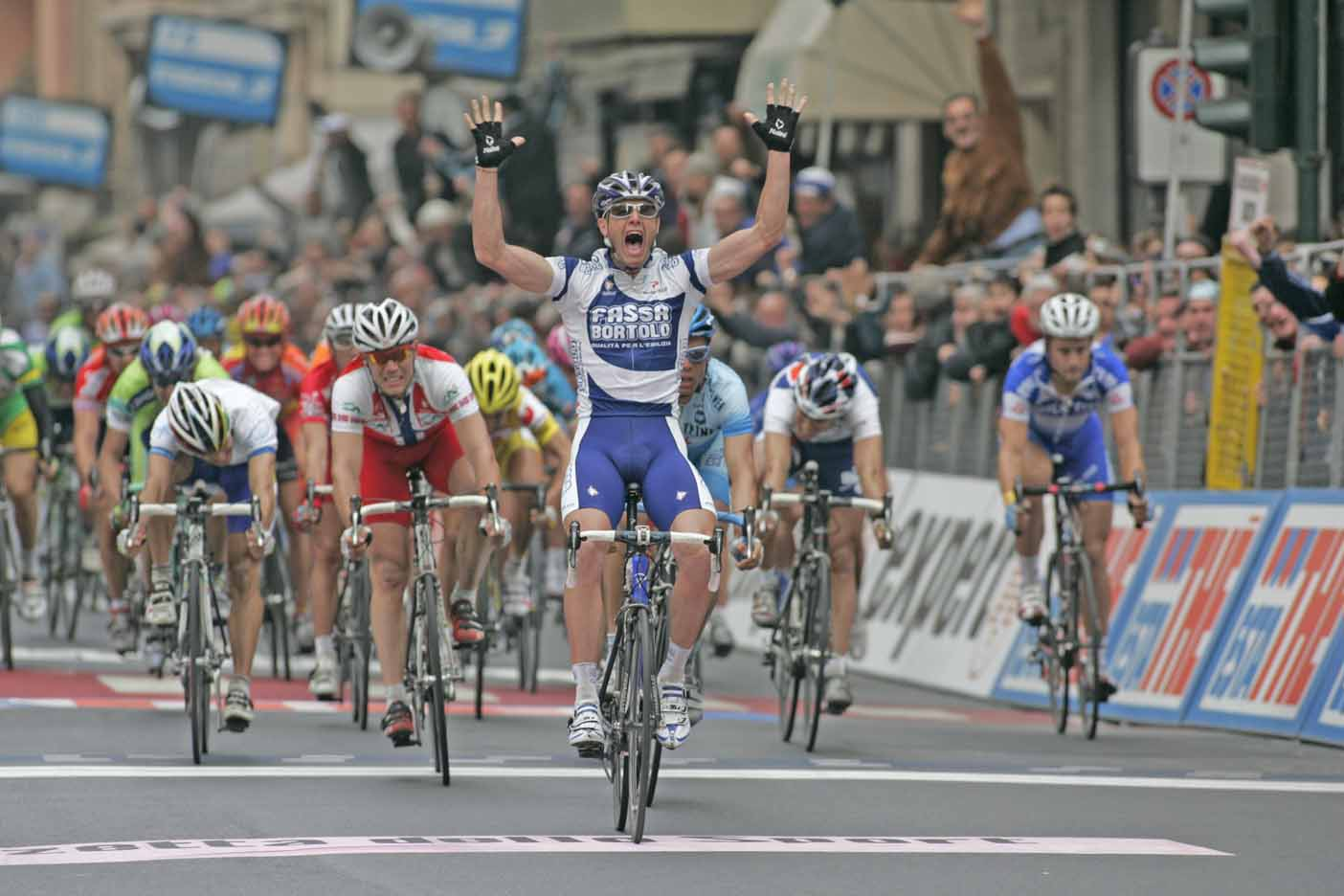
Alessandro Petacchi vainqueur de l'édition 2005

| - Rabobank (Pays-Bas) - 1 : Óscar Freire Espagne - 2 : Erik Dekker Pays-Bas - 3 : Jan Boven Pays-Bas - 4 : Maarten den Bakker Pays-Bas - 5 : Pedro Horrillo Espagne - 6 : Karsten Kroon Pays-Bas - 7 : Gerben Löwik Pays-Bas - 8 : Marc Wauters Belgique - Acqua & Sapone (Italie) - 11 : Ruggero Marzoli Italie - 12 : Gabriele Balducci Italie - 13 : Jure Golčer Slovénie - 14 : Simone Masciarelli Italie - 15 : Bo Hamburger Danemark - 16 : Giuseppe Palumbo Italie - 17 : Kyrylo Pospyeyev Ukraine - 18 : Antonio Bucciero Italie - Barloworld (Grande-Bretagne) - 21 : Pedro Arreitunandia Quintero Espagne - 22 : Matteo Carrara Italie - 23 : Enrico Degano Italie - 24 : David George Afrique du Sud - 25 : Paolo Longo Borghini Italie - 26 : Antonio Salomone Italie - 27 : Eddy Serri Italie - 28 : Giulio Tomi Italie - Bouygues Telecom (France) - 31 : Giovanni Bernaudeau France - 32 : Laurent Brochard France - 33 : Mathieu Claude France - 34 : Anthony Geslin France - 35 : Maryan Hary France - 36 : Jérôme Pineau France - 37 : Franck Renier France - 38 : Thomas Voeckler France - Panaria (Italie) - 41 : Mirko Allegrini Italie - 42 : Guillermo Rubén Bongiorno Argentine - 43 : Sergiy Matveyev Ukraine - 44 : Luca Mazzanti Italie - 45 : Aitor Galdós Espagne - 46 : Emanuele Sella Italie - 47 : Paolo Tiralongo Italie - 48 : Domenico Pozzovivo Italie - Cofidis (France) - 51 : Leonardo Bertagnolli Italie - 52 : Jimmy Casper France - 53 : Jans Koerts Pays-Bas - 54 : Nicolas Inaudi France - 55 : Arnaud Coyot France - 56 : Stuart O'Grady Australie - 57 : Cédric Vasseur France - 58 : Matthew White Australie - Crédit agricole (France) - 61 : László Bodrogi Hongrie - 62 : Julian Dean Nouvelle-Zélande - 63 : Sébastien Hinault France - 64 : Thor Hushovd Norvège - 65 : Andrey Kashechkin Kazakhstan - 66 : Christophe Le Mével France - 67 : Dmitriy Muravyev Kazakhstan - 68 : Bradley Wiggins Royaume-Uni - Davitamon-Lotto (Belgique) - 71 : Nico Mattan Belgique - 72 : Robbie McEwen Australie - 73 : Axel Merckx Belgique - 74 : Fred Rodriguez États-Unis - 75 : Johan Vansummeren Belgique - 76 : Léon van Bon Pays-Bas - 77 : Mario Aerts Belgique - 78 : Wim Vansevenant Belgique - Discovery Channel (USA) - 81 : Michael Barry Canada - 82 : Stijn Devolder Belgique - 83 : Roger Hammond Royaume-Uni - 84 : George Hincapie États-Unis - 85 : Leif Hoste Belgique - 86 : Guennadi Mikhailov Russie - 87 : Pavel Padrnos République tchèque - 88 : Hayden Roulston Nouvelle-Zélande - Domina Vacanze (Italie) - 91 : Simone Cadamuro Italie - 92 : Mirko Celestino Italie - 93 : Alessandro Cortinovis Italie - 94 : Michele Gobbi Italie - 95 : Serhiy Honchar Ukraine - 96 : Ruslan Ivanov Moldavie - 97 : Jörg Ludewig Allemagne - 98 : Maxim Iglinskiy Kazakhstan - Euskaltel Euskadi (Espagne) - 101 : David Herrero Llorente Espagne - 103 : Aitor González Espagne - 104 : Iñaki Isasi Espagne - 105 : Roberto Laiseka Espagne - 106 : Íñigo Landaluze Espagne - 107 : David López García Espagne - 108 : Josu Silloniz Aresti Espagne - Fassa Bortolo (Italie) - 111 : Alessandro Petacchi Italie - 112 : Fabio Baldato Italie - 113 : Kim Kirchen Luxembourg - 114 : Alberto Ongarato Italie - 115 : Roberto Petito Italie - 116 : Fabio Sacchi Italie - 117 : Matteo Tosatto Italie - 118 : Marco Velo Italie - La Française des jeux (France) - 121 : Ludovic Auger France - 122 : Baden Cooke Australie - 123 : Bernhard Eisel Autriche - 124 : Philippe Gilbert Belgique - 125 : Frédéric Guesdon France - 126 : Bradley McGee Australie - 127 : Mark Renshaw Australie - 128 : Matthew Wilson Australie | - Gerolsteiner (Allemagne) - 131 : René Haselbacher Autriche - 132 : Danilo Hondo Allemagne - 133 : Sebastian Lang Allemagne - 134 : Andrea Moletta Italie - 135 : Davide Rebellin Italie - 136 : Fabian Wegmann Allemagne - 137 : Peter Wrolich Autriche - 138 : Markus Zberg Suisse - Illes Balears (Espagne) - 141 : José Luis Arrieta Espagne - 142 : José Luis Carrasco Espagne - 143 : Mikel Pradera Espagne - 144 : Vicente Reynés Espagne - 145 : Joan Horrach Espagne - 146 : Imanol Erviti Espagne - 147 : Unai Osa Espagne - 148 : Alejandro Valverde Espagne - Lampre-Caffita (Italie) - 151 : Giuliano Figueras Italie - 152 : Daniele Bennati Italie - 153 : Gianluca Bortolami Italie - 154 : Paolo Fornaciari Italie - 155 : Salvatore Commesso Italie - 156 : Alessandro Ballan Italie - 157 : Giosuè Bonomi Italie - 158 : Daniele Righi Italie - Liberty Seguros (Espagne) - 161 : Giampaolo Caruso Italie - 162 : Allan Davis Australie - 163 : Carlos Barredo Espagne - 164 : Jörg Jaksche Allemagne - 165 : Aaron Kemps Australie - 166 : Sérgio Paulinho Portugal - 167 : Michele Scarponi Italie - 168 : Ángel Vicioso Espagne - Liquigas-Bianchi (Italie) - 171 : Mario Cipollini Italie - 172 : Dario Andriotto Italie - 173 : Magnus Bäckstedt Suède - 174 : Danilo Di Luca Italie - 175 : Mauro Gerosa Italie - 176 : Matej Mugerli Slovénie - 177 : Marco Milesi Italie - 178 : Franco Pellizotti Italie - Team LPR (Suisse) - 181 : Ivan Fanelli Italie - 182 : Elio Aggiano Italie - 183 : Daniele Contrini Italie - 184 : Dimitri Konyshev Russie - 185 : Daniele De Paoli Italie - 186 : Mikhaylo Khalilov Ukraine - 187 : Mauro Santambrogio Italie - Naturino (Suisse) - 191 : Francesco Casagrande Italie - 192 : Valerio Agnoli Italie - 193 : Luca Ascani Italie - 194 : Gabriele Colombo Italie - 195 : Gian Matteo Fagnini Italie - 196 : Alessio Galletti Italie - 197 : Sergio Marinangeli Italie - 198 : Filippo Simeoni Italie - Phonak (Suisse) - 201 : Aurélien Clerc Suisse - 202 : Martin Elmiger Suisse - 203 : Fabrizio Guidi Italie - 204 : Robert Hunter Afrique du Sud - 205 : Nicolas Jalabert France - 206 : Grégory Rast Suisse - 207 : Óscar Pereiro Espagne - 208 : Bert Grabsch Allemagne - Quick Step-Innergetic (Belgique) - 211 : Paolo Bettini Italie - 212 : Tom Boonen Belgique - 213 : Davide Bramati Italie - 214 : Kevin Hulsmans Belgique - 215 : Cristian Moreni Italie - 216 : Nick Nuyens Belgique - 217 : Bram Tankink Pays-Bas - 218 : Guido Trenti États-Unis - Saunier Duval-Prodir (Espagne) - 221 : Andrea Tafi Italie - 222 : Manuele Mori Italie - 223 : Manuel Quinziato Italie - 224 : Ivan Ravaioli Italie - 225 : Marco Pinotti Italie - 226 : Ángel Edo Espagne - 227 : Francisco Ventoso Espagne - 228 : Constantino Zaballa Espagne - Team CSC (Danemark) - 231 : Andrea Peron Italie - 232 : Jens Voigt Allemagne - 233 : Kurt Asle Arvesen Norvège - 234 : Matti Breschel Danemark - 235 : Vladimir Gusev Russie - 236 : Giovanni Lombardi Italie - 237 : Allan Johansen Danemark - 238 : Fränk Schleck Luxembourg - T-Mobile (Allemagne) - 241 : Rolf Aldag Allemagne - 242 : Sergueï Ivanov Russie - 243 : Matthias Kessler Allemagne - 244 : Andreas Klier Allemagne - 245 : Stephan Schreck Allemagne - 246 : Alexandre Vinokourov Kazakhstan - 247 : Steffen Wesemann Allemagne - 248 : Erik Zabel Allemagne |